# 스튜어트 팽킨
스튜어트 팽킨(영어: Stuart Pankin, 1946년 4월 8일 ~ )는 미국의 배우, 성우이다.
필라델피아에서 태어났다.

## 출연 작품
- 호프리슬리 인 준 (2011년)
- 아티스트 (2011년) - 오토 / 디렉터 #1 역
- 퍼블릭 인터레스트 (2008년)
- 언 액시덴탈 크리스마스 (2007년) - 살 역
- 우주소녀 제논: Z3 (2004년)
- 미스 캐스트 어웨이 (2004년) - 노아 역
- 댓츠 소 레이번 (2003년)
- 나우 유 노우 (2002, Now You Know) - 미스터 빅팀 역
- 우주소녀 제논 (2001년) - 플랭크 선장 역
- 체이싱 데스티니 (2000년)
- 배트맨 비욘드: 더 무비 (1999년)
- 세틀먼트 (1999년)
- 헤라클레스 (1998년)
- 아빠가 줄었어요 (1997년)
- 빅 불리 (1996년)
- 스트립티즈 (1996년) - 앨런 모드케이 역
- 나폴레옹 (1995년)
- 콩고 (1995년)
- 마지막 전사 (1994년)
- 신기한 콩나무 (1994년)
- 햄들의 침묵 (1994년)
- 비트레이얼 오브 더 도브 (1993년)
- 도시의 난폭자 (1992년)
- 다이너소어 (1991년)
- 추락한 백만장자 (1991년)
- 마네킨 2 (1991년)
- 아라크네의 비밀 (1990년)
- 댓츠 애디쿼트 (1989년)
- 초능력 형사 바비 (1989년)
- 마녀의 심판 (1987년)
- 위험한 정사 (1987년) - 지미 역
- 요술 오토바이 소동 (1986년)
- 외계인 가족 소동 (1981년)
- 헐리우드 나이츠 (1980년)
- 낫츠 랜딩 (1979년)